# Mariana Duque Mariño
Mariana Duque Mariño (* 12. August 1989 in Bogotá) ist eine ehemalige  kolumbianische Tennisspielerin.

## Karriere
Duque Mariño, die im Alter von fünf Jahren von ihrem Vater an den Tennissport herangeführt wurde, bevorzugte für ihr Spiel Sandplätze. Im August 2004 bestritt sie ihr erstes ITF-Turnier, 2005 wurde sie Profispielerin.
Ihren größten Erfolg erzielte sie 2010 mit dem Titelgewinn in Bogotá, als sie im Finale Angelique Kerber in zwei glatten Sätzen besiegen konnte. Im Doppel gewann sie an der Seite ihrer Landsfrau Catalina Castaño in den Jahren 2012 und 2013 jeweils ein WTA-Turnier.
Am 16. Juli 2015 gewann sie die Goldmedaille im Einzel bei den Panamerikanischen Spielen in Toronto. Im Finale besiegte sie Victoria Rodríguez mit 6:4 und 6:4.
Duque Mariño gehörte wie ihre Doppelpartnerin zur kolumbianischen Fed-Cup-Mannschaft. Sie absolvierte 64 Fed-Cup-Partien und feierte dabei 42 Siege.
Im April 2019 gab sie ihren Rücktritt vom Profitennis bekannt.

## Turniersiege

### Einzel
| Nr. | Datum              | Turnier          | Kategorie         | Belag     | Finalgegnerin                | Ergebnis       |
| --- | ------------------ | ---------------- | ----------------- | --------- | ---------------------------- | -------------- |
| 1.  | 7. Mai 2006        | Mazatlán         | ITF $10.000       | Hartplatz | Andrea Remynse               | 6:2, 6:4       |
| 2.  | 14. Mai 2006       | Los Mochis       | ITF $10.000       | Sand      | Agustina Lepore              | 6:2, 6:1       |
| 3.  | 17. September 2006 | Caracas          | ITF $10.000       | Sand      | Florencia Molinero           | 3:4 Aufgabe    |
| 4.  | 1. April 2007      | Xalapa           | ITF $10.000       | Hartplatz | Maria-Vanina Garcia-Sokol    | 6:3, 7:65      |
| 5.  | 30. September 2007 | Juárez           | ITF $25.000       | Sand      | Soledad Esperón              | 6:3, 7:5       |
| 6.  | 21. Oktober 2007   | San Luis Potosí  | ITF $25.000       | Hartplatz | Arantxa Rus                  | 3:6, 6:4, 6:3  |
| 7.  | 11. Mai 2008       | Irapuato         | ITF $25.000       | Hartplatz | Nikola Franková              | 6:4, 3:6, 6:3  |
| 8.  | 13. Juli 2008      | Bogotá           | ITF $25.000       | Sand      | María Fernanda Álvarez Terán | 6:0, 6:4       |
| 9 . | 28. Februar 2010   | Bogotá           | WTA International | Sand      | Angelique Kerber             | 6:4, 6:3       |
| 10. | 16. Juli 2011      | Bogotá           | ITF $25.000       | Sand      | María Fernanda Álvarez Terán | 7:66, 4:6, 6:3 |
| 11. | 14. August 2011    | Versmold         | ITF $25.000       | Sand      | Scarlett Werner              | 7:62, 7:5      |
| 12. | 20. Mai 2012       | Saint-Gaudens    | ITF $50.000+H     | Sand      | Claire Feuerstein            | 4:6, 6:3, 6:2  |
| 13. | 28. Oktober 2012   | Florence         | ITF $25.000       | Hartplatz | Stéphanie Dubois             | 4:6, 6:2, 6:1  |
| 14. | 31. März 2013      | Osprey           | ITF $50.000       | Sand      | Estrella Cabeza Candela      | 7:62, 6:1      |
| 15. | 14. April 2013     | Pelham           | ITF $25.000       | Sand      | Kurumi Nara                  | 1:6, 6:3, 6:4  |
| 16. | 20. Oktober 2013   | Rock Hill        | ITF $25.000       | Hartplatz | Anna Tatischwili             | 6:3, 6:4       |
| 17. | 29. Juni 2014      | Stuttgart        | ITF $25.000       | Sand      | Carina Witthöft              | 5:7, 6:2, 6:2  |
| 18. | 18. Oktober 2014   | Tampico          | ITF $50.000       | Hartplatz | An-Sophie Mestach            | 3:6, 6:1, 7:64 |
| 19. | 29. April 2018     | Charlottesville  | ITF $80.000       | Sand      | Anhelina Kalinina            | 0:6, 6:1, 6:2  |
| 20. | 16. Juni 2018      | Hódmezővásárhely | ITF $60.000       | Sand      | Irina Bara                   | 4:6, 7:5, 6:2  |

### Doppel
| Nr. | Datum              | Turnier       | Kategorie         | Belag             | Partnerin              | Finalgegnerinnen                       | Ergebnis           |
| --- | ------------------ | ------------- | ----------------- | ----------------- | ---------------------- | -------------------------------------- | ------------------ |
| 1.  | 13. Mai 2006       | Los Mochis    | ITF $10.000       | Sand              | Viky Núñez Fuentes     | María Irigoyen Agustina Lepore         | 7:5, 6:3           |
| 2.  | 3. Juni 2006       | León          | ITF $10.000       | Hartplatz (Halle) | Viky Núñez Fuentes     | Erika Clarke-Magana Courtney Nagle     | 7:63, 7:64         |
| 3.  | 2. September 2006  | Bogotá        | ITF $10.000       | Sand              | Viky Núñez Fuentes     | Vanesa Furlanetto María Irigoyen       | 6:4, 6:2           |
| 4.  | 7. Juni 2008       | Grado         | ITF $25.000       | Sand              | Melanie Klaffner       | Marinne Giraud Christina Wheeler       | 6:1, 6:2           |
| 5.  | 12. Juli 2008      | Bogotá        | ITF $25.000       | Sand              | Viky Núñez Fuentes     | Mailen Auroux Nicole Clerico           | 6:3, 6:4           |
| 6.  | 23. Oktober 2010   | Rock Hill     | ITF $25.000       | Hartplatz         | Maria Fernanda Alves   | Sanaz Marand Caitlin Whoriskey         | 6:1, 4:6, [10:4]   |
| 7.  | 22. Juli 2012      | Båstad        | WTA International | Sand              | Catalina Castaño       | Eva Hrdinová Mervana Jugić-Salkić      | 6:4, 5:7, [10:6]   |
| 8.  | 17. Februar 2013   | Cali          | WTA Challenger    | Sand              | Catalina Castaño       | Florencia Molinero Teliana Pereira     | 3:6, 6:1, [10:5]   |
| 9.  | 20. Oktober 2013   | Rock Hill     | ITF $25.000       | Hartplatz         | María Irigoyen         | Allie Kiick Asia Muhammad              | 4:6, 7:65, [12:10] |
| 10. | 4. Juli 2014       | Versmold      | ITF $50.000       | Sand              | Gabriela Dabrowski     | Verónica Cepede Royg Stephanie Vogt    | 6:4, 6:2           |
| 11. | 27. September 2014 | Juárez        | ITF $25.000       | Sand              | Laura Pigossi          | Ioana Loredana Roșca Lenka Wienerová   | 6:1, 3:6, [10:4]   |
| 12. | 11. Oktober 2014   | Monterrey     | ITF $50.000       | Hartplatz         | Lourdes Domínguez Lino | Elise Mertens Arantxa Rus              | 6:3, 7:64          |
| 13. | 2. November 2014   | New Braunfels | ITF $50.000       | Hartplatz         | Verónica Cepede Royg   | Alexa Glatch Bernarda Pera             | 6:0, 6:3           |
| 14. | 15. Mai 2015       | Saint-Gaudens | ITF $50.000+H     | Sand              | Julia Glushko          | Beatriz Haddad Maia Nicole Melichar    | 1:6, 7:65, [10:4]  |
| 15. | 19. Februar 2017   | Surprise      | ITF $25.000       | Hartplatz         | Nadia Podoroska        | Usue Maitane Arconada Sofia Kenin      | 4:6, 6:0, [10:5]   |
| 16. | 14. Juli 2017      | Budapest      | ITF $100.000      | Sand              | María Irigoyen         | Aleksandra Krunić Nina Stojanović      | 7:63, 7:5          |
| 17. | 10. Juni 2018      | Bol           | WTA Challenger    | Sand              | Wang Yafan             | Silvia Soler Espinosa Barbora Štefková | 6:3, 7:5           |

## Abschneiden bei Grand-Slam-Turnieren

### Einzel
| Turnier         | 2008 | 2009 | 2010 | 2011 | 2012 | 2013 | 2014 | 2015 | 2016 | 2017 | 2018 | Karriere |
| --------------- | ---- | ---- | ---- | ---- | ---- | ---- | ---- | ---- | ---- | ---- | ---- | -------- |
| Australian Open | —    | 1    | —    | —    | —    | —    | 1    | —    | 1    | 1    | 1    | 1        |
| French Open     | —    | 2    | 1    | —    | —    | 2    | —    | —    | 2    | 3    | 2    | 2        |
| Wimbledon       | —    | —    | 1    | —    | —    | 2    | —    | 2    | 1    | —    | 1    | 2        |
| US Open         | 2    | —    | —    | —    | —    | 1    | —    | 3    | 1    | —    | —    | 3        |

## Weltranglistenpositionen am Saisonende
| Jahr   | 2005 | 2006 | 2007 | 2008 | 2009 | 2010 | 2011 | 2012 | 2013 | 2014 | 2015 | 2016 | 2017 | 2018 |
| ------ | ---- | ---- | ---- | ---- | ---- | ---- | ---- | ---- | ---- | ---- | ---- | ---- | ---- | ---- |
| Einzel | 803  | 392  | 201  | 110  | 191  | 128  | 190  | 140  | 101  | 137  | 75   | 106  | 103  | 112  |
| Doppel | 894  | 489  | 492  | 338  | —    | 402  | 245  | 139  | 105  | 115  | 229  | 244  | 107  | 131  |